# Hitomi Nakahara
Pour les articles homonymes, voir Nakahara.
Hitomi Nakahara (中原ひとみ, Nakahara Hitomi), née le 22 juillet 1936 dans l'ancienne municipalité de Shitaya-ku (ja), dans l'actuel quartier de Ueno à Tokyo, est une actrice japonaise. Son vrai nom est Satoko Tsuchiya (土家里子, Tsuchiya Satoko).

## Biographie

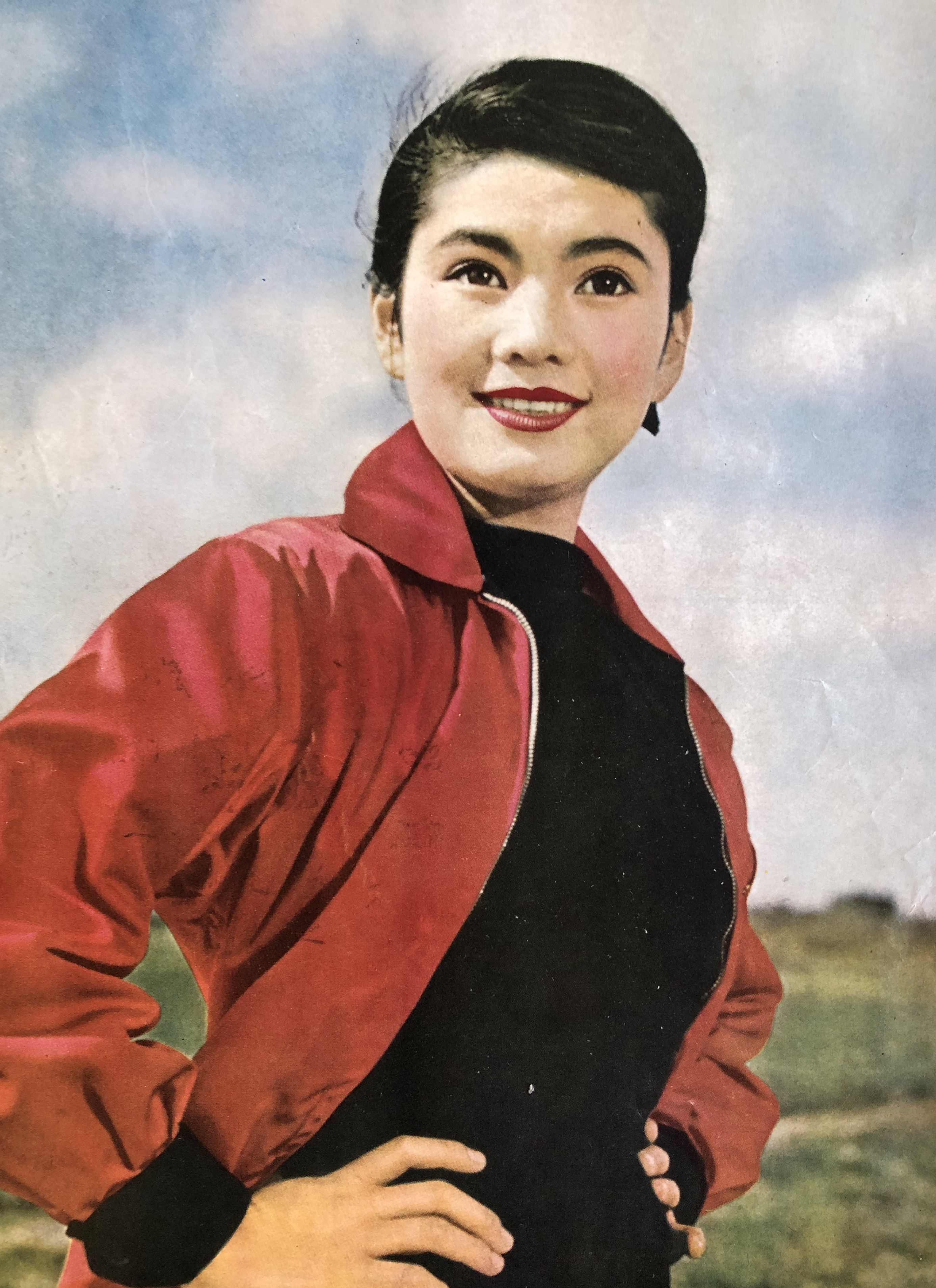
Hitomi Nakahara en 1955.

Hitomi Nakahara remporte en 1953 la première édition du Tōei New Face (ja), un concours annuel organisé par la société de production Tōei de 1953 à 1969 pour découvrir de nouveaux acteurs. Elle fait ses débuts en tant qu'actrice en 1954 dans Wakamono yo! Koi o shiro de Kiyoshi Saeki.
Hitomi Nakahara a interprété plus de cent-dix rôles au cinéma depuis 1954, dont une centaine dans les années 1950 et 1960.

## Filmographie sélective
- 1954 : Wakamono yo! Koi o shiro (若者よ！恋をしろ?) de Kiyoshi Saeki
- 1954 : Ā Tōya maru (あゝ洞爺丸?) de Shigehiro Ozawa
- 1955 : Sugata Sanshirō: Dainibu (姿三四郎 第二部?) de Shigeo Tanaka
- 1955 : Shimai (姉妹?) de Miyoji Ieki
- 1955 : Sararīman: Mejiro sanpei (サラリーマン 目白三平?) de Yasuki Chiba
- 1955 : Fukushū no nana kamen (復讐の七仮面?) de Sadatsugu Matsuda
- 1955 : Les Baisers (くちづけ, Kuchizuke?), 2e segment de Hideo Suzuki
- 1955 : Zoku sararīman: Mejiro sanpei (続サラリーマン 目白三平?) de Yasuki Chiba
- 1955 : Satsujin genkōhan (殺人現行犯?) de Kiyoshi Saeki
- 1956 : La Révolte des Kuroda (黒田騒動, Kuroda sōdō?) de Tomu Uchida
- 1956 : Avalanche (雪崩, Nadare?) de Satsuo Yamamoto
- 1956 : Boshizō (母子像?) de Kiyoshi Saeki
- 1956 : Muhōgai (無法街?) de Shigehiro Ozawa
- 1956 : Kobushi no hana no saku koro (こぶしの花の咲く頃?) de Miyoji Ieki
- 1957 : Gens de rizière (米, Kome?) de Tadashi Imai : Yoshino Tamura
- 1957 : L'Épouse du château des Ōtori (鳳城の花嫁, Ōtori-jō no hanayome?) de Sadatsugu Matsuda
- 1957 : Furyō jo gakusei (不良女学生?) de Kiyoshi Saeki
- 1957 : Un amour pur (純愛物語, Jun'ai monogatari?) de Tadashi Imai : Mitsuko Miyauchi
- 1958 : La Cage aux canards mandarins (おしどり駕籠, Oshidori kago?) de Masahiro Makino
- 1958 : Edo no meibutsu otoko: Isshin Tasuke (江戸の名物男 一心太助?) de Tadashi Sawashima
- 1958 : Ichi chōme ichi banchi (一丁目一番地?) de Torajirō Saitō
- 1958 : Zoku ichi chōme ichi banchi (続一丁目一番地?) de Torajirō Saitō
- 1959 : Subarashiki musumetachi (素晴らしき娘たち?) de Miyoji Ieki
- 1960 : La Falaise blanche (白い崖, Shiroi gake?) de Tadashi Imai
- 1961 : Le Type au drôle de chapeau (ファンキーハットの快男児, Fankii hatto no kaidanji?) de Kinji Fukasaku
- 1961 : Gangsters en plein jour (白昼の無頼漢, Hakuchū no buraikan?) de Kinji Fukasaku
- 1962 : Liens de sang (瞼の母, Mabuta no haha?) de Tai Katō
- 1962 : Défi d'amour propre - Fierté agressive (誇り高き挑戦, Hokori takaki chōsen?) de Kinji Fukasaku
- 1963 : Minna waga ko (みんなわが子?) de Miyoji Ieki
- 1963 : Min'yō no tabi: Akita obako (民謡の旅 秋田おばこ?) de Kunio Watanabe
- 1982 : La Tour des lys (ひめゆりの塔, Himeyuri no tō?) de Tadashi Imai
- 1982 : Félicitations pour les sept ans de cet enfant (この子の七つのお祝に, Kono ko no nanatsu no oiwai ni?) de Yasuzō Masumura
- 1987 : La Femme lumineuse (光る女, Hikaru onna?) de Shinji Sōmai
- 2003 : Warabi no kō (蕨野行?) de Hideo Onchi : Tose
- 2003 : Hotaru no hoshi (ほたるの星?) de Hiroshi Sugawara (ja)